# Une partie de plaisir (film, 1923)
Pour l’article homonyme, voir Une partie de plaisir.
Pour plus de détails, voir Fiche technique et Distribution.
Une partie de plaisir (A Friendly Husband) est un film américain réalisé par John G. Blystone et sorti en 1923.

## Synopsis
Les aventures d'une famille (le mari, sa femme et la belle-mère) qui part en voiture pour faire du camping

## Fiche technique
- Titre original : A Friendly Husband
- Réalisation : John G. Blystone
- Scénario : John G. Blystone (histoire), Hampton Del Ruth, Ralph Spence (intertitres)
- Photographie : Jay Turner
- Montage : Ralph Spence
- Production : Fox Film Corporation
- Distributeur : Fox Film Corporation
- Genre : Comédie
- Durée : 5 bobines
- Date de sortie : 
  - États-Unis : 1er janvier 1923

## Distribution
- Lupino Lane : Friend Husband

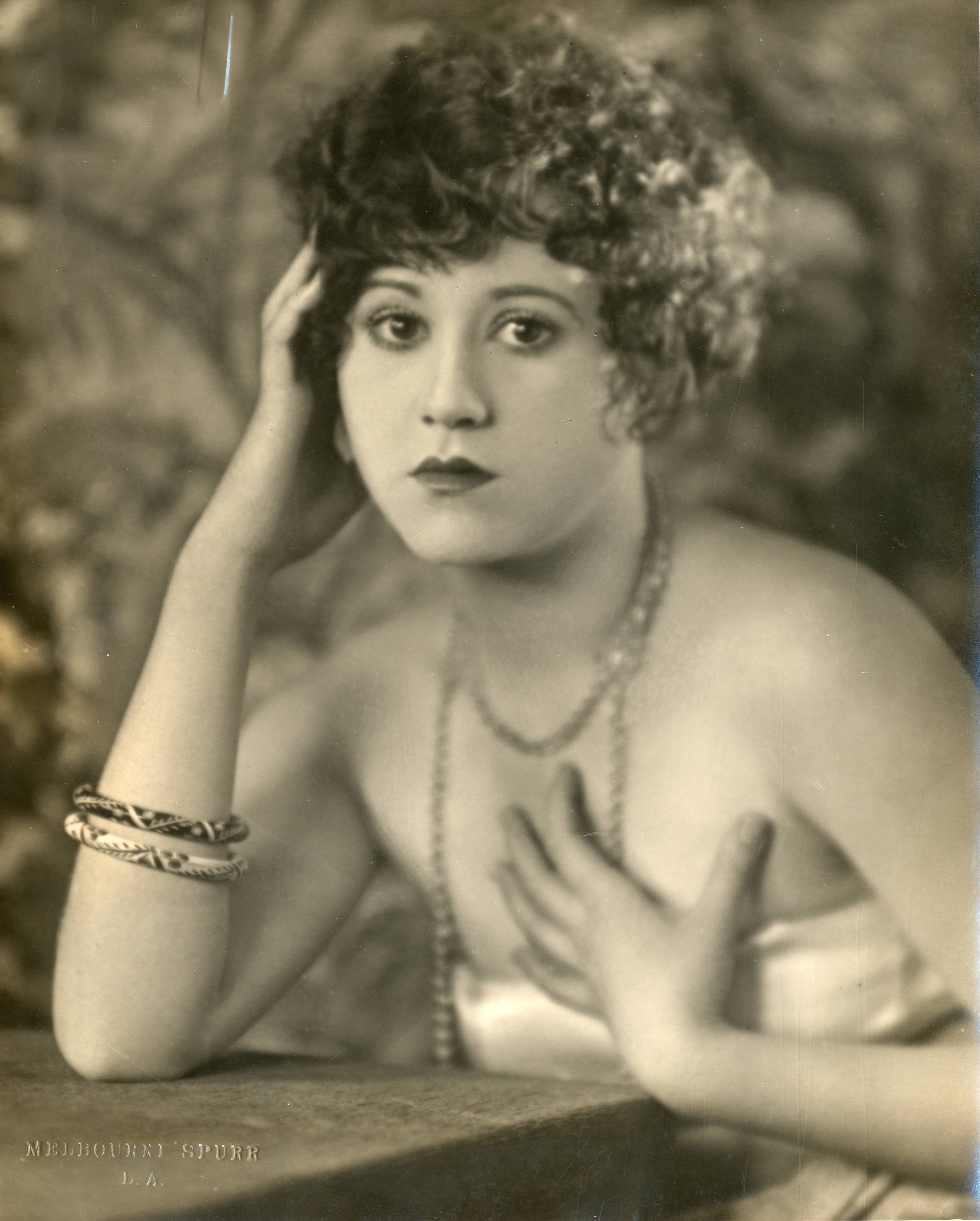
Alberta Vaughn en 1923.

- Alberta Vaughn : Tootsie, Friend Wife
- Eva Thatcher : la belle-mère

## Autour du film
À la suite de ce film burlesque, Buster Keaton qui a décelé un certain talent de comédienne présente l'actrice Alberta Vaughn à Mack Sennett, qui lui fait alors signer un contrat d'une année avec un cachet de 100 $ par semaine.